# Josef Jakob Reber
Josef Jakob Reber (* 2. März 1864 in Benzenschwil, Kanton Aargau; † 18. Juni 1925 in Bünzen) war ein Schweizer Zeichenlehrer, Genre- und Landschaftsmaler.

## Leben und Werk
Josef Reber absolvierte das Lehrerseminar Wettingen und bildete sich am Technikum Winterthur bei dem Genre- und Landschaftsmaler Léon Jean Pétua (1846–1920), Hans Wildermuth (1846–1902) und Kaspar Emil Studer (1844–1927) zum eidgenössischen diplomierten Zeichenlehrer aus.
Reber unterrichtete ab 1896 am Progymnasium in Zug und an der Privatschule Keusch im ehemaligen Kloster Muri. Ab 1901 war Reber Fachlehrer für Freihand- und technisches Zeichnen an der Bezirksschule Muri und ab 1914 in Bremgarten, vorübergehend auch in Mellingen. Neben dem Zeichnen unterrichtete Reber auch Sprachen und Handelsfächer. Reber reorganisierte den Zeichenunterricht und veröffentlichte die Schriften Die Erziehung zum bewussten Sehen und Über das Gedächtniszeichnen. Reber wohnte in Althäusern im Landhaus Kapf.
Für das künstlerische Schaffen war der Einfluss von Pétua wegweisend für Reber. Seine Werke zeigen die Landschaften von Muri, Wohlen, Reuss, Bremgarten, Mellingen, Hermetschwil, Gnadenthal und das Bünzer Moos. Selten malte Reber ausserhalb seiner Umgebung, so den Türlersee (1913), das Richenthal (1916) und das Malcantone (1918). Von 1912 bis 1918 besuchte Reber die von Johannes Weber (1846–1912) geführte Böcklin-Akademie in Zürich.
Erstmals stellte Reber seine Landschaftsbilder im Musée de l’Athénée in Genf aus. Sein Vetter Burkhard Reber organisierte für ihn 1916 im ehemaligen Wohnhaus von Augustin-Pyrame de Candolle eine Ausstellung von 85 seiner Landschaftsbilder. Weitere Ausstellungen folgten in der Galerie Moos in Genf (1917), in Zürich im Zunfthaus zur Meisen (1918), in Aarau, Wohlen (1920) und in Muri (1925). Viele seiner Werke befinden sind im privaten Besitz.
Nach Rebers Tod veranstaltete 1925 der Aargauische Kunstverein im Gewerbemuseum Aarau eine Gedenkausstellung mit 80 ausgewählten Werken. Sein Nachlass befindet sich in den Museen von Aarau und Genf. Rebers Gesamtwerk umfasst etwa 500 Ölgemälde und Studien, die Zahl der Zeichnungen beträgt an die 2000 bis 3000 Blätter; davon 18 Skizzenbücher und 250 Zeichnungen. Sein zeichnerischer und schriftlicher Nachlass sowie 60 Ölgemälde und Studien befanden sich im Besitz des Basler Publizisten und Galeristen Willi Raeber (1897–1976).